# Acrotrichis montandoni
Acrotrichis montandoni — вид жуків родини перокрилок (Ptiliidae).

## Поширення
Вид досить поширений в Європі, за винятком крайньої півночі та Кавказу. Живе в органічних рештках та перегної. Трапляються в мурашниках рудого лісового мурашки (Formica rufa).

## Опис
Жуки чорного кольору і не має металевого блиску, завдовжки близько 0,7 мм. Надкрила інколи забарвлені в темно-коричневий колір. Вони майже однакової ширини по всій довжині і лише дуже трохи звужені ззаду. Тіло овально-округле з опуклою грудкою. Антени темно-коричневі зі світлими базальними сегментами. Іноді вони також повністю червонувато-коричневі. Ноги червонувато-жовті.